# Pelikan
Pelikan Holding AG — немецкий производитель канцелярских товаров. Первоначальная компания, которой приписывают изобретение дифференциально-поршневого метода наполнения, была основана в Ганновере в 1838 году. Затем было банкротство и повторный запуск производства. В результате обратного поглощения 8 апреля 2005 года Pelikan Holding AG стала компанией Aktiengesellschaft с ограниченно долевой собственностью как часть Pelikan Group GmbH.
Сегодня Pelikan производит широкий ассортимент письменных принадлежностей, материалов для рисования и канцелярских товаров.

## История
Историю компании можно проследить с 1838 года, когда химик Карл Хорнеманн (Carl Hornemann) основал фабрику по производству цветных чернил в Ганновере. Дата первого прайс-листа компании — 28 апреля — установлена как дата основания компании.

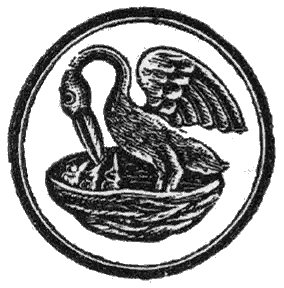
Первый логотип компании Pelikan разработанный в 1878 году

Гюнтер Вагнер (Guenther Wagner) получил должность химика и директора завода в 1863 году. Он руководил компанией до 1871 года. Вагнер разработал первый логотип компании, использовав фигуру пеликана со своего семейного герба. Логотип фирмы в 1878 году, был одним из первых немецких товарных знаков. Постепенно компания расширяла своё присутствие в Австрии, Италии, Чехии, Венгрии, Хорватии и основала новую фабрику в Вене.
К 1881 году компания расширила свой завод, наняв 39 дополнительных сотрудников. После того как Fritz Beindorff поглотил компанию, Pelikan расширила ассортимент офисных товаров для копирования, штамповки, наклеивания и стирания. В 1896 году, Pelikan начала очень успешно производить тушь. К 1913 году производство было ещё больше расширено и на заводе уже трудилось 1057 рабочих. В 1929 году, компания выпустила свою первую перьевую ручку, а в 1931 начала производить Акварель. Производственные мощности по выпуску письменных принадлежностей были переведены из Пайне в Ганновер.
Фриц Байндорф (Fritz Beindorff), в то время бывший владельцем компании Pelikan, был одним из шестнадцати первых лиц, подписавших Соглашение 1932 года, призывая президента Пауль фон Гинденбурга поддержать Адольфа Гитлера на должность канцлера. Во время войны, производство ручек и чернил было приостановлено, так как компания производила краски и другие химические вещества для военных. С 1942 года компания, на своих заводах в Ганновере, организовала трудовые воспитательные лагеря Гестапо, где принудительно трудились рабочие.
В 1978 году, Pelikan стала акционерным обществом, изменив свою организационно-правовую форму с GmbH на AG, с долями, разделёнными между семьёй Байндорф (Beindorff) и 46-ью другими владельцами. Спустя шесть лет, Pelikan был приобретён швейцарской компанией, затем разделён на несколько дочерних компаний и продан.
В 1996 году, компания из Малайзии Goodace SDN BHD, приобрела большую часть акций холдинга Pelikan. Pelikan переехала в новое офисное здание в Ганновере в 2003 году. Спустя два года, компания Geha-Werke объединилась с Pelikan, хотя и продолжала работать как самостоятельное подразделение.
В ноябре 2009 Pelikan купил конкурирующую канцелярскую компанию Herlitz, который ранее был куплен Люксембургской компанией «Stationery Products S.à.r.l.». На момент приобретения производственные мощности Herlitz располагались в городе Фалькензе, в земле Бранденбург, а остальные заводы находились в Польше, Румынии и Великобритании. Herlitz располагал 8000 дистрибьюторскими центрами в Германии, а также имел 3000 клиентов по всей Европе. В компании работало 1335 рабочих, 1100 из которых трудились в Германии.

## Продукция
Current products manufactured by Pelikan are:
| Тип                       | Продукция                                                                          |
| ------------------------- | ---------------------------------------------------------------------------------- |
| Письменные принадлежности | Перьевые ручки, ручки-роллеры, шариковые ручки, заправки для ручек, перьевые ручки |
| Материалы для рисования   | Акварель, краски, тушь, лаки                                                       |
| Канц. товары              | Штампы, чернила и калька                                                           |
| Аксессуары                | Стирательные резинки, ластики для чернил                                           |

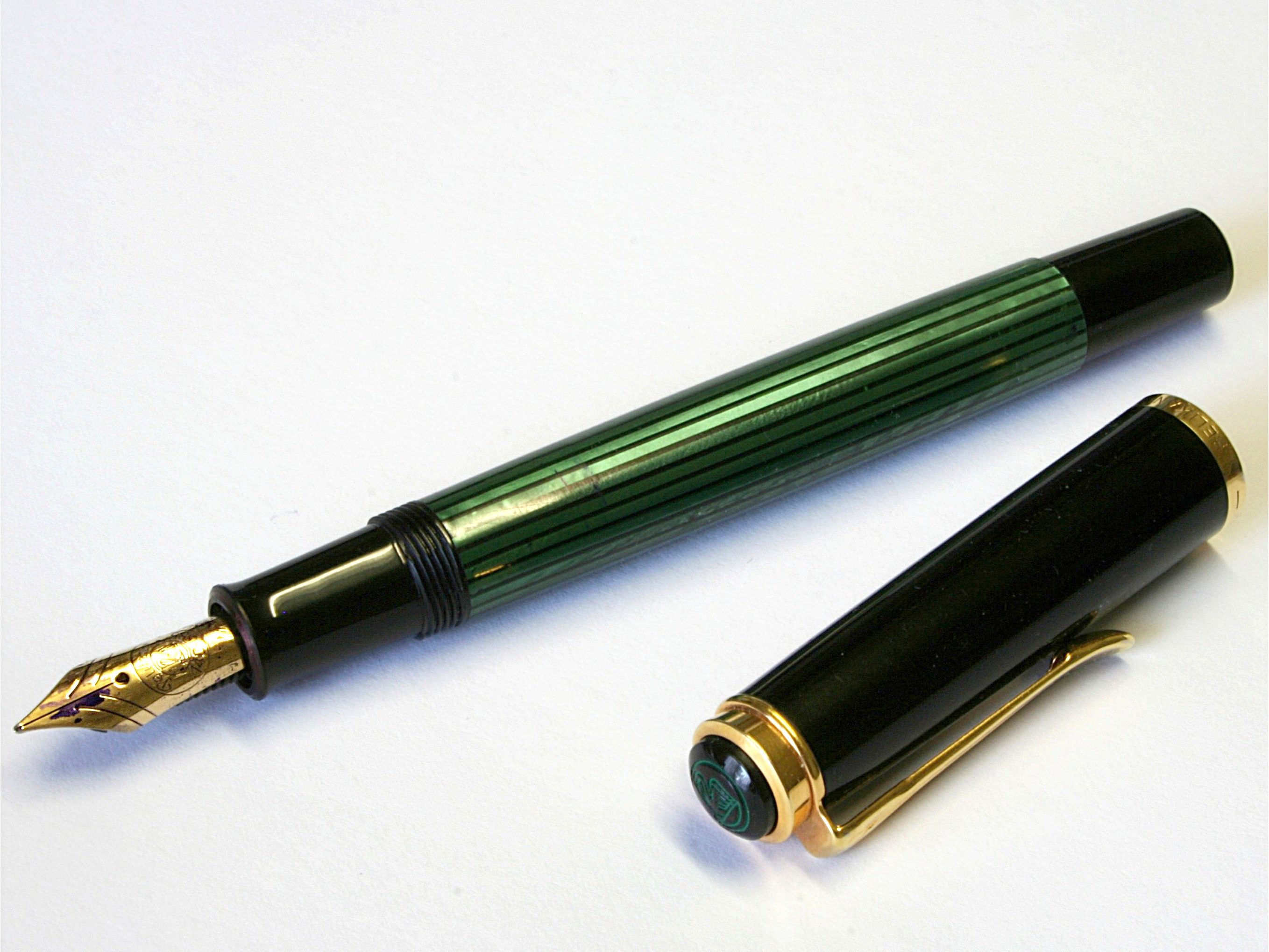
Перьевая ручка Pelikan

Компания Pelikan также производит игральные карты.